# Военна академия на САЩ
Военната академия на САЩ в Уест Пойнт (на английски: United States Military Academy at West Point, USMA) е американска военна академия.
Това е най-старото военно училище в САЩ. Учредена е на 4 юли 1802 г. Първоначално е разположена в базата на бивш военен форт.
Академията се намира в градчето Уест Пойнт в щата Ню Йорк, на 80 км северно от гр. Ню Йорк, на брега на река Хъдсън. Сегашната база на академията заема 65 км2. Названието на градчето е синоним на академията.
Випускниците на академията получават образователната степен бакалавър (bachelor of science) и военното звание лейтенант (second lieutenant) в Американската армия. След завършване на академията те се задължават да служат най-малко 5 години в Армията на САЩ, а след напускането – да бъдат най-малко 3 години в резерва.
Академията е известна и със силната си спортна школа. Отборите на Уест Пойнт са били известни като черните рицари от Хъдсън (The Black Knights of the Hudson); по-късно това прозвище е съкратено на черните рицари.
Мотото на Академията е „Дълг, достойнство, Родина“ („Duty, Honor, Country“)

## История
Мястото за изграждане на форта е избрано от Джордж Вашингтон, а проектът е направен от полския и американски генерал Тадеуш Косцюшко през 1778 г. Фортът е считан за най-важната отбранителна позиция на целия северен американски континент.
Президентът Вашингтон бързо осъзнава, че новата държава има нужда от военно училище. Против идеята на президента застава държавният секретар Томас Джеферсън, който счита, че такава институция не е предвидена в конституцията. Именно Джеферсън обаче като президент на САЩ подписва указ за създаване на академията на 16 март 1802 г. и на 4 юли същата година тя е открита.
Една от най-важните личности за развитието на Академията е нейният ректор Сайлванъс Тайър, управлявал училището от 1817 до 1833 г. и останал в историята му като „баща на военната академия“. Тайър обръща особено внимание на обучението по точните инженерни дисциплини. Абсолвентите на академията през този период стават едни от най-известните строители на пътищата, железопътната мрежа, мостовете и пристанищата на САЩ. Освен това, други висши училища в САЩ вземат за база програмите на Уест Пойнт.
След Първата световна война ректорът Дъглас МакАртър въвежда засилената физическа подготовка в Академията, което от една страна повишава славата на кадетите сред обществеността, а от друга страна води до значителната физическа издръжливост на всички учащи се.
От 1976 г. в Академията започва приемът на жени. От 70-те години в Академията се приемат и чужденци. Във Военната академия на САЩ са следвали около 350 чуждестранни курсанти, включително и няколко българи.

## Известни абсолвенти
- Едгар Алън По (1809 – 1849) – писател, напуснал академията, преди да я завърши
- Юлисис Грант (1822-1885) – генерал по време на Гражданската война, 18-и президент на САЩ
- Джон Пършинг (1860-1948) – първият достигнал най-високия възможен чин „генерал на армиите на САЩ“ (General of the Armies of the United States)
- Джордж Патън (1885-1945) – генерал (4 звезди), заслужил военачалник по време на Втората световна война
- Дуайт Айзенхауер (1890-1969) – армейски генерал (5 звезди), 34-ти президент на САЩ
- Омар Брадли (1893-1981) – армейски генерал (5 звезди), kdùd:kru на Генералния щаб, командвал сухопътния десант в Нормандия през 1944 г.